# Manuel Climent i Cavedo
Manuel Climent i Cavedo (Gandia, 1 de gener del 1810 – Madrid, 14 de febrer de 1870) va ser un músic, compositor, organista, professor i traductor valencià.
Va formar-se durant la infància com a cantor a la col·legiata de Santa Maria de Gandia, on va tenir com a mestre a Mateo Cabo. Amb 11 anys ja tocava l'orgue, i als 13 va presentar-se per a la plaça d'organista de Cullera, però no va obtenir-la a causa de l'edat. Entre 1825 i 1830 va ser organista i mestre capella a Algemesí. Segons Baltasar Saldoni, va acabar deixant el càrrec perquè no va voler prendre hàbits, requisit que se li exigí per continuar exercint els càrrecs, cosa que, juntament amb el fet que va estar casat entre 1833 i 1836, demostraria que no va ser mai ordenat sacerdot.
De 1831 en endavant va ser organista de la parròquia de Sant Nicolau de València. El 1840 va emigrar a França i va instal·lar-se a Garait, on des de l'any següent exercia com a professor de piano i de cant. Més tard s'establí a París, on va relacionar-se amb músics de renom Chopin, Auber, Bertini i Kalkbrenner, entre d'altres músics romàntics.
El 1852 torna a Espanya i s'instal·la a Madrid, on va dedicar-se a l'ensenyament de francès i, ocasionalment, de música. El mateix any de tornada va publicar a la capital l'obra Gramàtica musical. A més, va dedicar-se a la traducció del francès i l'italià al castellà per als editors Ronchi i Cia, i va escriure articles per al diari El Artista i va compondre alguna romança o balada per a Biblioteca Musical. Com a compositor va fer música per a escena, misses per a veu i orquestra, himnes, motets, villancets, una òpera titulada La rosa màgica (1853) i la sarsuela Tres para uno (1856).
Va morir a Madrid el 14 de febrer de 1870.

## Obres
- La aurora, serenata (1866), per a veu i piano
- La rosa mágica (1853), òpera amb lletra de Narciso de la Escosura
- Tres para uno (1856), sarsuela amb lletra de José P. Sansón